# Burrocracia
Burrocracia é um termo usado nos países latino-americanos e caribenhos para descrever burocracias "inúteis e complexas ou aplicadas de maneira burra". O termo é uma mistura das palavras burro e burocracia e pode servir tanto para serviços estatais (geralmente) ou privados. Alguns afirmam para as pessoas usarem o termo burrocracia ao invés de burocracia, já que "burocracia não é sinônimo de ineficiência". O termo surgiu em 1971, no livro Cuando caí del cielo, da escritora peruana Juliane Koepcke, na página 39: "Não é por acaso que no Peru se diz com um sorriso bem-humorado 'burrocracia' quando se trata de funcionários públicos, burocracia".

## Malefícios
Vários jornalistas e economistas afirmam que a burrocracia estatal, (excesso de papelada e aplicada de forma "burra") resulta em diversos malefícios sendo eles:
- Excesso de regras[1]
- Desestímulo à inovação[1]
- Aumento na corrupção[4]
- Declínio econômico[5]
- Enfraquecimento da competitividade e do mercado interno[6]